# Dietrich Splettstößer
Dietrich Splettstößer (* 22. April 1941 in Berlin; † 4. August 2018) war ein deutscher Wirtschaftsinformatiker und IT-Berater.

## Leben
An der Freien Universität Berlin und der Universität zu Köln studierte Splettstößer Betriebswirtschaftslehre mit Schwerpunkt Organisationslehre. 1966 legte er seine Diplomprüfung ab. Von 1966 bis 1980 arbeitete er als Systemanalytiker und Unternehmensberater bei verschiedenen multinationalen Gesellschaften und Unternehmensberatungen. Zwischen 1970 und 1975 war er Doktorand bei Lutz J. Heinrich und promovierte 1976 an der Johannes-Kepler-Universität Linz. Von 1981 bis 1985 lehrte er als DAAD-Gastdozent am Institute of Computer Science der Universität Nairobi (Kenia). Zwischen 1985 und 1988 leitete er im Auftrag des Harvard Institute for International Development ein Weltbank-Projekt zur Entwicklung eines Systems zur Nahrungsmittelsicherung in Kenia. 1989 übernahm er eine Dozentur an der School of Information Systems der Curtin University in Perth (Western Australia). Von 1990 bis 1994 arbeitete er im Auftrag der UN und der African Development Bank als Information Systems Adviser und Chief Information Officer in Kampala, Uganda. Zwischen 1995 und 2000 lehrte er als CIM-Gastdozent an der Faculty of Commerce der University of Dar es Salaam. 2001 ging er als Associate Professor an die School of Information Systems der University of Southern Queensland in Toowoomba, Australien. Zwischen 2002 und 2004 lehrte er am College of Business der Zayed University in Abu Dhabi, Vereinigte Arabische Emirate. Von 2005 bis 2006 war er Direktor des „IT Services Dept.“ der Papua New Guinea University of Technology. 2006 wurde er als unabhängiger IT-Berater für die Weltbank tätig.

## Veröffentlichungen (Auswahl)
- Grobprojektierung von Informationssystemen. Methodenanalyse und Grundkonzeption einer Dialog-Projektierung.(= Methoden der Planung und Lenkung von Informationssystemen. Band 3). Physica-Verlag, Würzburg / Wien 1977.
- Model of a computer-based food monitoring and control system for developing countries. In: G. Cyranek u. a. (Hrsg.): Computers against poverty – Poverty through computers. (= HIID Discussion Paper. No. 246). Berlin 1987, S. 289–316.
- Strategisches Information Engineering mit einem Group Support System. In: H. Heilmann, L. J. Heinrich, F. Roithmayr (Hrsg.): Information Engineering. Oldenbourg-Verlag, München / Wien 1996, S. 331–352.
- Development decision centers – A strategy to improve development decision making. In: B. Glasson, D. R. Vogel, J. F. Nunamaker, P. W. Bots (Hrsg.): Information Systems and Technology in the International Office of the Future. Chapman & Hall, London 1996, S. 299–315.
- Electronic decision making for developing countries. In: Group Decision and Negotiation. Vol. 7, No. 5, 1998, S. 417–433.
- GSS based environmental planning in Tanzania. In: Journal of Global Information Management. Vol. 6, No. 2, 1998, S. 26–34.